# ترانه‌شناسی منوچهر سخایی
سید منوچهر سخایی کاشانی معروف به منوچهر سخایی (۶ مهر ۱۳۱۰ – ۸ اردیبهشت ۱۳۹۰) خواننده، بازیگر سینما و برنامه‌ساز قبل از انقلاب ۱۳۵۷، از قدیمی‌ترین چهره‌های موسیقی پاپ و از بازماندگان نسلی است که با اجرای ترانه‌های عاشقانه بر بستر ملودی‌های ایرانی، با ارکستراسیون غربی و کلام فارسی، در اواخر دهه ۳۰ خورشیدی، محبوبیت خیره کننده‌ای برای این سبک موسیقی به ارمغان آوردند.

## آلبوم‌های استودیویی

### هفت ستاره / نمکی (۱۹۸۶/۱۳۶۵)
| ترانه        | ترانه‌سرا     | آهنگساز       | تنظیم          |
| ------------ | ------------ | ------------- | -------------- |
| جوونی        | محلی         | فرید زلاند    | آندرانیک       |
| نمکی         | نوذر پرنگ    | حسن شماعی‌زاده | فریدون حیدرنیا |
| سیتی سماقی   | م. کاشانی    | سیاوش قمیشی   | نوید نحوی      |
| خانومی       | هما میرافشار | کاظم عالمی    | کاظم عالمی     |
| دخترو        | هما میرافشار | آندرانیک      | آندرانیک       |
| پاشنه صناری  | م. کاشانی    | منوچهر چشم‌آذر | منوچهر چشم‌آذر  |
| عروس و داماد | م. کاشانی    | حسن شماعی‌زاده | آندرانیک       |

### همکلاسا (۱۹۹۱/۱۳۷۰)
| ترانه        | ترانه‌سرا                  | آهنگساز                     | تنظیم         |
| ------------ | ------------------------- | --------------------------- | ------------- |
| کولی         | جهانبخش پازوکی            | جهانبخش پازوکی              | منوچهر چشم‌آذر |
| همکلاسا      | جهانبخش پازوکی            | جهانبخش پازوکی              | کاظم عالمی    |
| میکس خاطره‌ها | جهانبخش پازوکی، نوذر پرنگ | جهانبخش پازوکی، پرویز مقصدی | منوچهر چشم‌آذر |
| دلم خوش نیست | جهانبخش پازوکی            | جهانبخش پازوکی              | کاظم عالمی    |
| دلم پر میزنه | هادی خرسندی               | منوچهر سخایی                | لقمان ادهمی   |
| صمیمی باش    | جهانبخش پازوکی            | جهانبخش پازوکی              | عبدی یمینی    |

## تک‌ترانه‌ها
| ترانه                 | ترانه‌سرا        | آهنگساز        | تنظیم       | انتشار |
| --------------------- | --------------- | -------------- | ----------- | ------ |
| شهر نور               | پرویز وکیلی     | امیر آرام      |             | ۱۳۴۶   |
| کلاغا                 | نوذر پرنگ       | پرویز مقصدی    | پرویز مقصدی | ۱۳۴۹   |
| بزار امشب بخوابم      | ایرج جنتی عطایی | پرویز مقصدی    | پرویز مقصدی | ۱۳۵۰   |
| برگرد برگرد           | جهانبخش پازوکی  | جهانبخش پازوکی |             | ۱۳۵۰   |
| با گریه به سویش می‌روم | جهانبخش پازوکی  | جهانبخش پازوکی |             | ۱۳۵۰   |
| اشتباه من             | جهانبخش پازوکی  | جهانبخش پازوکی | ناصر چشم‌آذر | ۱۳۵۰   |
| لب دریا (افسوس)       | جهانبخش پازوکی  | جهانبخش پازوکی | ناصر چشم‌آذر | ۱۳۵۰   |
| بابا رو بوس کن        | جهانبخش پازوکی  | جهانبخش پازوکی | ناصر چشم‌آذر | ۱۳۵۰   |
| جان جان               | جهانبخش پازوکی  | جهانبخش پازوکی | ناصر چشم‌آذر | ۱۳۵۰   |
| دیدی از دستم رفت      | جهانبخش پازوکی  | جهانبخش پازوکی | ناصر چشم‌آذر | ۱۳۵۱   |
| از تو دل کندن         | جهانبخش پازوکی  | جهانبخش پازوکی | ناصر چشم‌آذر | ۱۳۵۱   |
| دزد دل                | پرویز وکیلی     | جهانبخش پازوکی | ناصر چشم‌آذر | ۱۳۵۱   |
| پاییز                 | جهانبخش پازوکی  | جهانبخش پازوکی | ناصر چشم‌آذر | ۱۳۵۱   |

## آلبوم‌های گردآوری‌شده

### کلاغ‌ها (۱۳۴۹)
| ترانه            | ترانه‌سرا        | آهنگساز        | تنظیم       | سال انتشار |
| ---------------- | --------------- | -------------- | ----------- | ---------- |
| کلاغ‌ها           | نوذر پرنگ       | پرویز مقصدی    | پرویز مقصدی | ۱۳۴۹       |
| لب دریا          | جهانبخش پازوکی  | جهانبخش پازوکی | ناصر چشم‌آذر | ۱۳۵۰       |
| بابارو بوس کن    | جهانبخش پازوکی  | جهانبخش پازوکی | ناصر چشم‌آذر | ۱۳۵۰       |
| میدونم           | جهانبخش پازوکی  | جهانبخش پازوکی |             |            |
| بله دوستش دارم   | جهانبخش پازوکی  | جهانبخش پازوکی | ناصر چشم‌آذر | ۱۳۵۱       |
| پشیمون           | ایرج جنتی عطایی | پرویز مقصدی    | پرویز مقصدی | ۱۳۵۱       |
| دل من            |                 |                |             |            |
| لالایی           | ایرج جنتی عطایی | پرویز مقصدی    | پرویز مقصدی | ۱۳۴۹       |
| قدیما            | کریم محمودی     | پرویز مقصدی    | پرویز مقصدی | ۱۳۵۰       |
| بزار امشب بخوابم | ایرج جنتی عطایی | پرویز مقصدی    | پرویز مقصدی | ۱۳۴۹       |
| جدایی            | تورج نگهبان     | سورن           | سورن        |            |
| چرا اومدی        |                 |                |             |            |

## خداحافظ
| ترانه         | ترانه‌سرا        | آهنگساز        | تنظیم          |
| ------------- | --------------- | -------------- | -------------- |
| اشک‌های من     | جهانبخش پازوکی  | جهانبخش پازوکی | جهانبخش پازوکی |
| از تو دل کندن | پرویز وکیلی     | جهانبخش پازوکی | جهانبخش پازوکی |
| خداحافظ       |                 |                |                |
| گردن‌بند الله  | ابراهیم شکیبایی | امیر آرام      | امیر آرام      |
| جدا از تو     |                 |                |                |
| زندگی         |                 |                |                |

## لاله
| ترانه    | ترانه‌سرا       | آهنگساز        | تنظیم       |
| -------- | -------------- | -------------- | ----------- |
| نگاهم کن | جهانبخش پازوکی | جهانبخش پازوکی |             |
| تو بودی  |                |                |             |
| امشب     | جهانبخش پازوکی | جهانبخش پازوکی | ناصر چشم‌آذر |
| باور کن  | پرویز وکیلی    | پرویز ایرانلو  |             |
| لاله     | جهانبخش پازوکی | جهانبخش پازوکی |             |
| غزال     | پرویز وکیلی    | سورن           |             |
| اشتباه   | جهانبخش پازوکی | جهانبخش پازوکی |             |

## برگرد
| ترانه              | ترانه‌سرا       | آهنگساز        | تنظیم |
| ------------------ | -------------- | -------------- | ----- |
| برگرد              | جهانبخش پازوکی | جهانبخش پازوکی |       |
| بوسه ناز           | پرویز وکیلی    | ناصر چشم‌آذر    |       |
| دل گرمی            |                |                |       |
| جان جان            | ارمنی          | جهانبخش پازوکی |       |
| خاطره‌ها            | جهانبخش پازوکی | جهانبخش پازوکی |       |
| عشق دریایی         | جهانبخش پازوکی | جهانبخش پازوکی |       |
| مبارک بادا         |                |                |       |
| نامزدی             | کامبیز مژدهی   | پرویز وکیلی    |       |
| نصیحت              | جهانبخش پازوکی | جهانبخش پازوکی |       |
| پاییز              | جهانبخش پازوکی | جهانبخش پازوکی |       |
| پرستو              | عطاالله خرم    | سیروس آرین پور |       |
| من تو رو دوست دارم | امیر آرام      | پرویز وکیلی    |       |

## سایر آهنگ‌ها
| ترانه          | ترانه‌سرا    | آهنگساز        | تنظیم          | توضیحات              |
| -------------- | ----------- | -------------- | -------------- | -------------------- |
| دزد دل         | پرویز وکیلی | جهانبخش پازوکی | جهانبخش پازوکی |                      |
| بوسه داغ       | پرویز وکیلی | ناصر چشم‌آذر    | ناصر چشم‌آذر    |                      |
| کالسکه زرین    | پرویز وکیلی | کامبیز مژدهی   | کامبیز مژدهی   |                      |
|                | هوشنگ شهابی | هوشنگ شهابی    | هوشنگ شهابی    |                      |
| شب میای        |             |                |                | اجرای مشترک با پوران |
| پائیزه         |             |                |                | اجرای مشترک با الهه  |
| ایوالله        |             |                |                | اجرای مشترک با پوران |
| به کنارم بنشین | رهی معیری   | مهدی خالدی     |                | اجرای مشترک با دلکش  |
| شمع روشن       |             |                |                | اجرای مشترک با پوران |

- جزیره
- نامزدی
- جدایی
- شهر نور
- خط و نشون
- ای جوانان وطن
- بذار امشب بخوابم
- دیدی از دستم رفت
- تو را دوست دارم
- بابا رو بوس کن
- قدیما یادش به خیر
- می‌دونم
- گاهی وقتا که هوایی میشه دل
- پاییز از راه رسید
- برگرد پشیمون می‌شی آخر
- فصل باور
- افسوس
- شب آخر
- برف
- نامه
- لیلا
- باران
- رفتم
- بختیاری
- بدرود
- غنچه‌های نارنج
- آخرین نامه
- موج نگاه
- عاشق دیوانه
- باور مکن
- از دستم رفت
- آهوی رمیده
- شمع من
- آروم آروم
- صنوبر
- چشم به راه
- گل‌های باغچه
- خط و نشون
- پشیمون
- لالایی ۱
- لالایی ۲
- بوسه داغ
- اشتباه من
- غم امشب
- دوستش دارم
- دزد دل
- لب دریا
- برگرد
- گل به سر عروس
- پنجره
- جان جان
- گل
- دل من
- شهر نور
- اشک‌های من
- تو رو دوستت دارم
- قُل قُل